# Ожехувко (Олецький повіт)
Ожехувко (пол. Orzechówko) — село в Польщі, у гміні Свентайно Олецького повіту Вармінсько-Мазурського воєводства.
Населення — 62 особи (2011).
У 1975-1998 роках село належало до Сувальського воєводства.

## Демографія
Демографічна структура станом на 31 березня 2011 року:
|          | Загалом | Допрацездатний вік | Працездатний вік | Постпрацездатний вік |
| -------- | ------- | ------------------ | ---------------- | -------------------- |
| Чоловіки | 37      | 10                 | 25               | 2                    |
| Жінки    | 25      | 5                  | 12               | 8                    |
| Разом    | 62      | 15                 | 37               | 10                   |